# هومبيرتو لوبيز لينا
هومبيرتو لوبيز لينا (بالإسبانية: Humberto López Lena)‏ هو سياسي مكسيكي، ولد في 6 يوليو 1955 في المكسيك. انتخب عضو مجلس النواب المكسيك.